# 18160 Nihon Uchu Forum
18160 Nihon Uchu Forum este un asteroid din centura principală de asteroizi.

## Descriere
18160 Nihon Uchu Forum este un asteroid din centura principală de asteroizi. A fost descoperit pe 7 august 2000 la Bisei Spaceguard Center în cadrul programului BATTeRS. Asteroidul prezintă o orbită caracterizată de o semiaxă mare de 3,02 ua, o excentricitate de 0,13 și o înclinație de 10,7° în raport cu ecliptica.